# ウンム・クルスーム
ウンム・クルスーム（アラビア語: أم كلثوم, EALL方式ラテン文字転写: Umm Kulṯūm, ALA方式ラテン文字転写：Umm Kulthūm; 1898年12月31日頃生－1975年2月3日歿) は、20世紀エジプトの歌手、音楽家:1。20世紀アラブ世界でもっとも有名な歌手である:1。
本名は、ウンム＝カルスーム・イブラーヒーム・アッ＝サイイド・アル＝バルタージー (أم كلثوم ابراهيم السيد البلتاجي (‘Umm Kalthūm Ibrāhīm al-Sayyid al-Baltājī) といい、フランス語ではOum Kalthoum、Oum Kalsoum、英語ではUmm Kulthum、Oum Kalsoum、Oum Kalthum、Omm Kolsoum、Umm Kolthoumなど様々に表記される。
アラブ世界の歌手たちのなかにあって、もっとも知名度が高く、また人々からもっとも愛された歌手の一人である。アラビア語で歌われたアルバムのなかで、彼女のアルバムは現在もなお、もっとも高い売れ行きを示している。

## 生涯

### 誕生と少女時代
ウンム・クルスームはナイル・デルタにある小さな村の貧しい宗教家の家系に生まれた:21。生まれた村の名前はタムマーイッザハーイラ（Ṭammāy al-Zahāyrat）といい、ダカフリーヤ地方の町スィムビッラーワインの近くにある、当時280世帯ほどの集落である:21。父親の名前はシャイフ・イブラーヒーム・サイイド・バルタージー（al-Shaykh Ibrāhīm al-Sayyd al-Baltājī, d. 1932）といい、村のモスクで礼拝の導師イマームを務める敬虔な男だった:21。ウンム・クルスームの出生名（イスム）はファーティマ（Fāṭimat）といい、10歳年上の姉と1歳違いの兄のいる3人きょうだいの末っ子である:21。母のファーティマ・マリージー（Fāṭimat al-Malījī）は、ウンム・クルスームが語ったところによると、実直な女性であり真実と人間性と神を信じることの重要性を子どもたちに教えたという:21。母の教えは当時の善良なエジプト人女性の理想を言い表したものである:21。
ウンム・クルスームの出生日ははっきりしないが、1904年の5月4日ごろに生まれたようである:21。父イブラーヒームは村にマウリドや結婚式などの祝い事があれば呼ばれて伝統的な宗教歌を歌い、収入を得ていた。父親はウンム・クルスームに非凡な記憶力と芸術的才能があることに早くから気づいていた。クルアーンの読誦を教えたら、あっという間に覚えてしまう。いずれ家業を継がせるため、1歳年上の兄に宗教歌を教えていたら、傍らで聞いていただけの妹のウンム・クルスームが先に覚えてしまう。また彼女は芯の強い声を持っていた。1910年ごろ、ウンム・クルスームが6歳程度の頃から、彼女は村の祝い事の席で歌を歌った:1。これが彼女の歌手としての長いキャリアの始まりである:1。娘が年頃になると、父親は娘に男の子の服を着せて舞台に出した。当時のエジプト社会において、職業として歌うことは卑しい者のすることと考えられており、特に女性が歌うことへの偏見が強かった。父親が彼女に男装をさせたのは、娘を中傷から守るためであった。

### カイロにおいて
幼いころからその美声が周囲から注目されていたウンム・クルスームは、ナイル・デルタの村々を回って歌を歌っていくうちにさらに名が知られるようになり、1923年ごろに家族とともにカイロへ移り住んだ。当時のカイロは、中東における娯楽産業と大衆文化の一大中心へと成長しつつある都市であった。19世紀後半から20世紀前半のアラブ世界は、オスマン帝国の退潮とともにヨーロッパ列強の支配力が強まり、文化も西洋化する一方で、アラブ文芸を復興させようとする機運（ナフダ運動）が高まった。このような状況下で、特に1920年代後半から数十年間が、新しく登場した蓄音機、ラジオ、映画といったメディアを通して、カイロを中心としたエジプト音楽の黄金時代となる。ウンム・クルスームは、彼女と双璧をなす当時の大スター、ムハンマド・アブドゥルワッハーブとともに、このエジプト音楽の黄金時代を現出させていくことになった。
アラブ音楽の近代化を切り拓いた音楽家としてはサイード・ダルウィーシュがいるが、ウンム・クルスームとムハンマド・アブドゥルワッハーブの少し前の世代の音楽家としてはムハンマド・カサブジー（カサブギー）やザカリーヤー・アフマドがいる。
カイロにおいては、クルスームは、ボヘミアン的ライフスタイルの誘惑を注意深く避け、実際、生涯にわたり、彼女は、貧しい自己の出自に対する誇りと、保守的（伝統的）価値の擁護に強調を置いた。クルスームはまた、厳しく自己を律して庶民的イメージを堅持し、このことが疑いもなく、彼女の魅力を何層倍にも高めた。
このとき、クルスームは、著名な詩人のアフマド・ラーミー Ahmed Rami に紹介され、後にラミは彼女のために137篇の歌を書くことになる。ラミはまた、パリ・ソルボンヌ大学での自身の研究から、非常に高く評価し称賛していたフランス文学を彼女に紹介した。更にクルスームは、著名なリュートの演奏家にして作曲家であったムハンマド・エル＝カサブジー Mohamed El Kasabji にも紹介された。エル・カサブジはクルスームを、アラブ・テアトル・パレース（Arabian Theatre Palace）に紹介し、クルスームは後に、ここで最初の公的な成功を現実に経験することになる。
1932年には、クルスームは、中東世界において、ダマスカス、バグダード、ベイルート、トリポリなどの都市をめぐる、大きなツアーを開催できるぐらいに有名となった。

### クルスームとナセル
1948年までには、クルスームの名声は、後にエジプト大統領となる、ガマール・アブデル・ナセルの注意を引くところまで大きくなっていた。ナセルはクルスームに対する称賛を隠さなかった。加えて、愛国主義者にして民族主義者であるウンム・クルスームは、ナセルの思想であったアラブ民族主義を強く支持した。二人の関連性は、後にアラブ世界全体に広がった、彼女の驚くべき人気に寄与した。カイロから発信される「アラブの声」ラジオ局でウム・クルスームの歌声はアラブ世界の隅々まで届けられた。
しかし、ウンム・クルスームの人気がナセルの政治的計画を支援していたというのが実際の事態ではなかったのか、という主張も存在する。例えば、ナセルのスピーチ及びその他の政府見解などは、しばしば、ウム・クルスームの月例ラジオ・コンサートの直後に放送された。ウム・クルスームの月例コンサートは、毎月の最初の木曜日に開催されたが、また、世界中でもっとも人口の多い諸都市の幾つかで、通りをがら空きにすることで有名でもあった……放送時間になると、ラジオのスイッチを入れるため、人々が急いで家に突進して帰ったためである。

### 俳優の試行と結婚
歌手としてのキャリアが重なって行くのと平行して、ひととき、ウム・クルスームは映画俳優としてのキャリアも追求した。『Weddad』（1936年）、『希望の歌』（1937年）、『Dananir』（1940年）、『アイーダ Aida』（1942年）、『Sallama』（1945年）、そして1947年に、『ファティマ Fatima』に出演した。しかし、クルスームは俳優の道を諦めた。歌においては存在した、聴衆とのあいだの人格的かつ情緒的接点が存在しなかったためである。
1953年に、クルスームは、彼女が尊敬し称賛していた男である、ハッセン・エル・ハフナウイ Hassen El Hafnaoui と結婚した。ハッセンは長年に渡り医療に従事して来た人物で、必要が生じたなら、クルスームが離婚の手続きを取ってよいという文章に同意していた。
二人のあいだに子供はできず、ある者は、議論の余地があるが、この事態を注釈して、結婚はクルスームの同性への関心を粉飾するための偽装結婚である可能性を示唆した。しかし、クルスームについて、同性への関心があったという証拠は見出されていない。

### 病と死
クルスームは国際的なコンサートを幾度も開き、1967年にはフランスを訪れ、オランピア劇場（l'Olympia）でコンサートを開催した。大統領シャルル・ド・ゴールは彼女に祝辞の電報を送った。しかし、人々が「貴婦人 El Sett 」と綽名を付けたクルスームは、この年1967年、重い腎炎の危機に見舞われることになる。ウム・クルスームは、1972年に、ナイルの宮殿で最後のコンサートを開いた。その時点での検査は、彼女の病が手術不能なものであることを示していた。
クルスームはアメリカに移り、その地で彼女は幾度か先進医療技術の恩恵を受けたが、しかし、1975年に、故国エジプトに再入国した際、健康の悪化により入院加療が不可欠となった。ウム・クルスームは、カイロの病院で、1975年2月3日、逝去した。
クルスームの葬儀には、4百万人を越える葬送者が出席した。歴史上、最大の人が集まった出来事の一つであった。葬儀は、棺が群衆の手のなかに落ち、生前クルスームが好んだと見なされていたモスクへと棺が運び込まれようとしたとき、大混乱の修羅場へと流れ込んだ。その後、棺は群衆の手から離れ、埋葬された。

## クルスームの歌の特質
クルスームの歌は、ほとんどが、愛や憧れ、喪失といった普遍的なテーマを扱っていた。歌は短いなどと言えたものでなく、規模からすれば叙事詩であって、分ではなく、時間で計らねばならない長さだった。ウム・クルスームの典型的なコンサートは、通常、6時間かまたはそれ以上の長さで続く単一の歌の演奏と歌唱から成っていた。歌は、何らかの形で、それら自身、西欧のオペラを想起させるもので、長く続くボーカルのパサージュのあいだに撒き散らされた、短いオーケストラの間奏から成っていた。
実演においては、ウム・クルスームの歌が持続する時間は固定されておらず、歌手とその聴衆のあいだの感情的相互作用のレベルに応じて変動した。クルスームの典型的な技巧は、歌詞のなかの単一のフレーズや文章を、幾度も幾度も繰り返し、繰り返しごとで、感情的強調とその強度を、絶妙に切り替え変化させて行くというものだった。
こうして、公式に録音された歌の長さ、例えば『エンタ・オムリ（Enta Omri, あなたは私のいのち）』は、およそ40分であるのに対し、ライブの歌唱では、この歌は、歌手とその聴衆が、互いの情緒的エネルギーを注ぎ込み続ける結果、延々何時間にも渡って伸びて行くことがあった。この強く、高度に人格化された（歌手と聴衆のあいだの）創造的関係性が、芸術家としてのウム・クルスームの著しい特色を成している。

## クルスームの影響
ウム・クルスームは、アラブ世界の内と外、両方の世界の多数の音楽家に、きわめて大きな影響を与えた。とりわけ、ジャー・ウォブル Jah Wobble は、クルスームが彼の作品において、著しい影響を与えたことを声明した。彼女のもっとも良く知られた歌の一つである『エンタ・オムリ Enta Omri』は、数知れぬ、新たな芸術解釈の源泉であり、イスラエルとエジプトの芸術家を含む、2005年のある協働プロジェクトも、その一つの解釈である。

## レコードとCDアルバム
- 『Amal Hayati』Sono
- 『Enta Omri』　Sono
- 『Fat el Mead』Sono Cairo
- 『Hagartek』　EMI
- 『Retrospective』　Artists Arabes Associes
- 『The Classics』　CD, EMI Arabia, 2001年
- 『La Diva（歌姫）』　CD, EMI arabia, 1998年
- 『La Diva II（歌姫 2）』　CD, EMI Arabia, 1998
- 『La Diva III（歌姫 3）』　CD, EMI Arabia, 1998
- 『La Diva IV（歌姫 4）』　CD, EMI Arabia, 1998
- 『La Diva V（歌姫 5）』　CD, EMI Arabia, 1998
- 『アラブ歌謡の貴婦人』ウム・クルスーム　CD (2003年04月27日)
- 『ウム・クルスームの旋律』　CD(2009年3月1日)
- 『ベスト・オブ・ウム・クルスーム・アンド・ムハンマド・アブドゥル・ワッハーブ』　CD(2010年2月5日)
- 『アラブの星〜初期・中期録音集』　CD(2012年1月15日)
- 『千夜一夜〜アルフ・レイラ・ワ・レイラ」　CD(2016年6月26日)
- 『あなたはわたしの命〜エンタ・オムリ』　CD(2016年6月26日)
- 『廃墟〜アル・アトラル』　CD(2016年6月26日)